# Geneviève Prigent

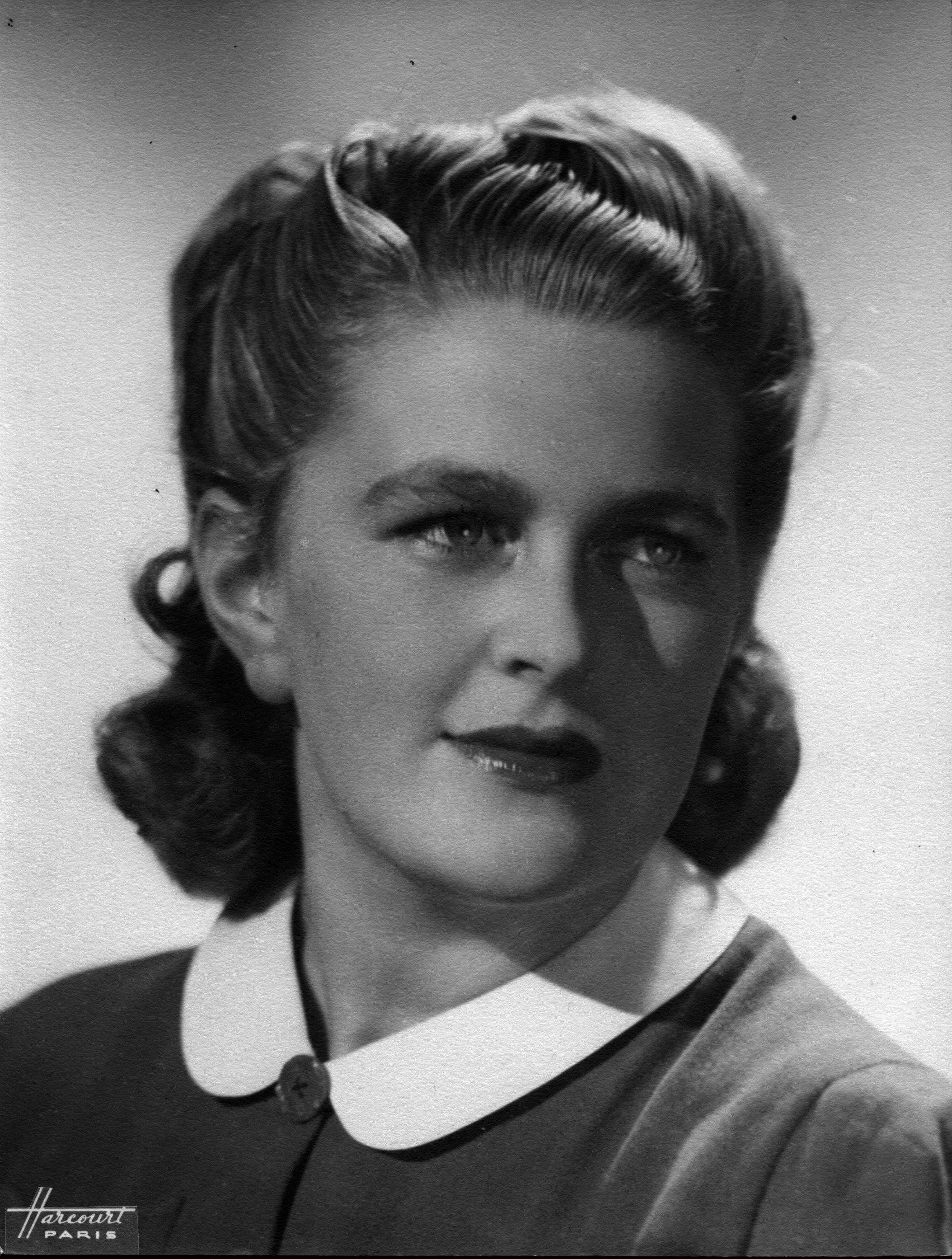
Portrait de Geneviève Prigent par le Studio Harcourt à Paris.

Geneviève Prigent, née le 4 décembre 1919 à Saint-Brieuc, décédée le 26 janvier 1990 à Lannion, fut l'épouse de Michel Petrovitch-Niegosh, prince héritier du Monténégro, une résistante pendant la Seconde Guerre mondiale, une militante des droits de l'homme et s'engagea aussi dans la défense du littoral breton.

## Biographie
Geneviève Prigent est née à Saint-Brieuc en 1919, au n° 38 du boulevard Amiral-Charner. Son père, François-Marie Prigent, s'était installé cette année-là comme chirurgien dans cette ville. Elle commence des études de médecine à Rennes juste avant le début de la Seconde Guerre mondiale.
Geneviève Prigent fait la connaissance en 1940, dans un train reliant Rennes à Saint-Brieuc, de Michel Petrovitch-Niegosh, prince héritier du Monténégro, dont la famille est exilée en France depuis 1916 ; ce fut un coup de foudre ; les deux jeunes gens se marient le 27 janvier 1941 à Paris.
En raison de son invasion par les Allemands le 6 mai 1941, le Monténégro devint un satellite des Puissances de l'Axe et le prince héritier, ainsi que son épouse, devinrent des otages de la diplomatie allemande, qui souhaitait mettre le prince à la tête d'un État fantoche, et les obliger à résider dans une résidence luxueuse mais surveillée. Cependant, le couple refuse de collaborer avec les Allemands et les Italiens, en dépit de l'insistance du comte Ciano. 
Revenus en France, le couple s'installa à Neuilly-sur-Seine, puis en Bretagne ; les deux époux s'engagèrent dans la Résistance dans la région de Guingamp. Le prince fut arrêté en mai 1944 et déporté en Allemagne ; Geneviève Prigent donna naissance deux mois plus tard, le 7 juillet 1944 à Saint-Nicolas-du-Pélem, à leur fils Nicolas. 
Surnommée la « princesse rouge », Geneviève Prigent devint après la guerre présidente de la Croix-Rouge yougoslave et organisa les convois de retour des Yougoslaves dispersés un peu partout en Europe par la guerre. Le prince Michel, à son retour, nommé par le maréchal Tito, devint le chef du protocole du ministère des Affaires étrangères de la Yougoslavie; mais en 1948 le couple, ne cautionnant pas les dérives du régime de Tito, décida de revenir en France. Geneviève Prigent devint alors une militante très active des Droits de l'homme (elle fut déléguée régionale de la Ligue des droits de l'homme pour la Bretagne). 
Le couple divorça en 1949 et Geneviève Prigent, qui avait repris ses études médicales, devint l'une des premières orthoptistes de France (elle est une des grandes figures de l’orthoptie ; son travail, en collaboration avec le docteur Jean Lavat, ophtalmologue, a beaucoup apporté à l’orthoptie dans la prise en charge des strabismes). Elle s'installa en 1972 à Trébeurden où elle s'engagea, comme présidente de la Fédération des Associations de Protection de la Nature (FAPEN), dans la défense du littoral breton (elle fut cofondatrice de l'association Bevañ e Trebeurden, présidente de la Fapen 22), menant notamment, mais en vain, un combat de près de 15 ans contre le projet de construction du port de plaisance de Trébeurden, et avec plus de succès, contre plusieurs projets immobiliers sur la côte. Ceci a permis notamment la sauvegarde de la baie de Keryvon (en Pleumeur-Bodou) et du site de la chapelle de Penvern. Elle contribua au rachat de sites comme le marais du Quellen (par le département des Côtes-d'Armor), les bois de Pleumeur-Bodou, l'île Milliau (cible de promoteurs immobiliers) par le Conservatoire du littoral. Elle lutta contre l'extraction de sable en Baie de Lannion dans les années 1970-1980.
Sur sa tombe, on peut lire ces mots: « Avec conviction, ténacité et courage, Geneviève Prigent a lutté contre le nazisme, les atteintes à l'environnement et aux droits de l'homme. »
Une rue de Lannion porte son nom depuis 2009.
Son fils, Nicolas Petrovitch-Niegosh, a déclaré lors d'une visite à Lannion en 2017 : « C'était quelqu'un qui ne cédait en rien sur ses convictions, même devant les élus, elle gardait son franc-parler. Elle avait aussi une grande capacité à rassembler les gens ».